# Francesco Monti (Il Brescianino)
Pour les articles homonymes, voir Francesco Monti (homonymie) et Brescianino.
Francesco Monti, dit Il Brescianino ou Francesco della Battaglia (Brescia, 1646 - Plaisance, 1703), est un peintre italien actif à la fin de la période baroque principalement actif dans sa ville natale de Brescia et à Parme.

## Biographie
Francesco Monti  a été l'élève de Pietro Ricchi (Il Lucchese), puis de Jacques Courtois (Il Borgognone) bien connu comme peintre de bataille. Cette association a conduit Monti à être appelé Francesco della Battaglia.
Avant les années 1700 et durant de nombreuses années, il a travaillé pour la famille régnante de Parme, où il mourut en 1712.
Il a eu pour élève Francesco Simonini connu pour ses scènes de batailles.

## Œuvres
- La Sainte Vierge adorant le Christ, crèche de l'église de Santa Maria Calcherà, Parme.
- Bataille de cavaliers,
- Bataille de cavaliers près de ruines sur un fond de paysage,

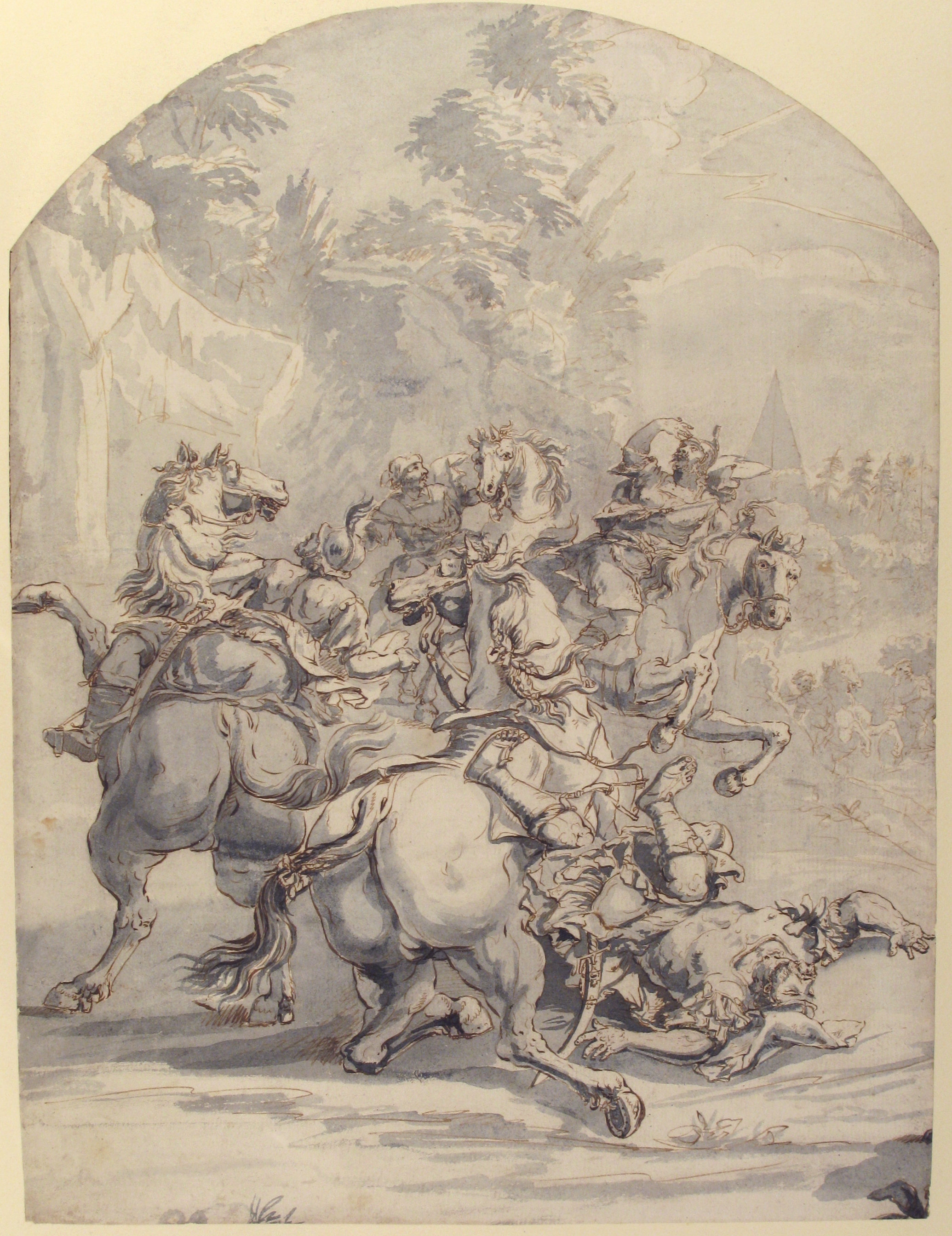
Francesco Monti il Brescianino delle Battaglie, Bataille de cavaliers, (1646-1703)

- Escarmouches de cavaliers,